# スコット・スピード
スコット・アンドリュー・スピード（Scott Andrew Speed, 1983年1月24日 – ）は、アメリカ合衆国出身の自動車レーサーであり、2006年にデビューした元F1ドライバー。現在は、ラリークロスドライバーである。
特定疾患（いわゆる難病）に認定されている潰瘍性大腸炎と戦いながら、F1のシートを獲得しており、同疾患・難病と戦う多くの人々に勇気を与えた。

## 略歴
1983年にアメリカ合衆国、カリフォルニア州のマンテカにて生まれる。
1995年、12歳でカートを始め、2000年まで続けた。
2001年にフォーミュラレースに移り、アメリカのフォーミュラ・ラッセルシリーズに参戦、チャンピオンとなる。
2002年にアメリカのバーバー・ダッジ・ナショナルシリーズと同じくフォーミュラ・マツダ・シリーズに参戦。どちらのタイトルも獲得することはかなわなかったが、同年にレッドブルが催したアメリカにおけるドライバー・サーチプログラムでは1位となっており、これは後のキャリアへの布石となっている。
2003年は活動の舞台をイギリスに移しイギリスF3にADRチームから参戦。
2004年はユーロカップ・フォーミュラ・ルノーとドイツ・フォーミュラ・ルノーを制し、これにより翌年のGP2参戦の機会をつかんでいる。また、この年はヨーロッパの各選手権に参戦するかたわら、大西洋をまたにかけ、IRLのレッドブル・チーパー・チームでテストドライバーを担当してもいる。
2005年、GP2に参戦。前年iSportチームと交わした契約はナンバー2としてのものであったが、スピードはこれを覆し、シーズン中にナンバー1の座を得て、最終的にニコ・ロズベルグ、ヘイキ・コバライネンに次ぐランキング3位でシーズンを終えた。
2005年9月にはその年初めて開幕した2005年-2006年シーズンA1グランプリにアメリカ代表として最初の3戦だけ出場し、第3戦ポルトガルGPでは4位フィニッシュも果たす（チーム総合16位）。
また、この年はF1レッドブルチームのテストドライバーを務め、アメリカGPでは、サードドライバーに起用され金曜日のフリー走行に出走した。F1の公式セッションでアメリカ人ドライバーが走るのは、実に1993年イタリアGPのマイケル・アンドレッティ以来のことであった。秋には、レッドブルが買収したミナルディを改組して設立されたスクーデリア・トロ・ロッソで2006年からデビューすることが発表された。
2006年、F1デビューを果たす。第3戦オーストラリアGPでは8位でチェッカーを受けたが、黄旗区間でデビッド・クルサードを抜いたとしてレース後25秒加算のペナルティーを受け9位に降格となり、初入賞は幻となった。また、レース後の審議中にクルサードに暴言を吐いた。
2007年も引き続きトロ・ロッソに残留したが、チーム批判を繰り返すなどチーム首脳と対立し、第10戦ヨーロッパGP限りで解雇された。後任はBMWザウバーチームの第3ドライバーを務めていたセバスチャン・ベッテル。チームは解雇を発表したものの、その後も最終戦まで不測の事態に備えたリザーブドライバーとしてエントリーされ続けた。但し、レースチームへ帯同することは無かった。
2008年は、活動の舞台をアメリカに戻し、ストックカー選手権の1つであるARCAにレッドブルがメインスポンサーとなっている、エディー・シャープ・レーシングから出場、カンザス・スピードウェイで行われた第4戦で優勝を飾った。同年NASCAR最高峰のスプリントカップシリーズにもシーズン途中から参戦している。
2014年から2018年まで、アンドレッティ・オートスポーツのラリークロス部門に所属し、フォルクスワーゲン・ポロとフォルクスワーゲン・ビートルを運転した。タナー・ファウストとチームメイトだった。
2018年11月1日、自身のInstagramにて、スバル・ラリーチームUSAに移籍することを明らかにした。
2019年から『スバル・WRX STI VT19x』を運転している。チームメイトにはパトリック・サンデルとクリス・アトキンソンがいる。
2019年8月、ラリークロスの予選で彼のスバルWRX STI VT19x スーパーカーはジャンプから強い衝撃で着地し、その衝撃で第6胸椎など3つの脊椎骨が圧迫骨折する重傷を負った。

## レース戦績

### GP2
| 年     | チーム                        | 1         | 2           | 3         | 4         | 5         | 6          | 7          | 8          | 9          | 10        | 11        | 12        | 13        | 14          | 15         | 16        | 17        | 18          | 19         | 20        | 21        | 22          | 23         | 総合順位 | ポイント |
| ------ | ----------------------------- | --------- | ----------- | --------- | --------- | --------- | ---------- | ---------- | ---------- | ---------- | --------- | --------- | --------- | --------- | ----------- | ---------- | --------- | --------- | ----------- | ---------- | --------- | --------- | ----------- | ---------- | -------- | -------- |
| 2005年 | iスポーツ・インターナショナル | SMR FEA 3 | SMR SPR Ret | ESP FEA 2 | ESP SPR 3 | MON FEA 4 | EUR FEA 16 | EUR SPR 12 | FRA FEA 15 | FRA SPR 18 | GBR FEA 4 | GBR SPR 2 | GER FEA 4 | GER SPR 3 | HUN FEA Ret | HUN SPR 19 | TUR FEA 5 | TUR SPR 4 | ITA FEA Ret | ITA SPR 15 | BEL FEA 4 | BEL SPR 4 | BHR FEA Ret | BHR SPR 19 | 3位      | 67.5     |

### F1
| 年     | チーム                     | シャシー          | エンジン                            | 1       | 2       | 3       | 4       | 5      | 6       | 7      | 8       | 9       | 10      | 11     | 12     | 13     | 14     | 15     | 16     | 17      | 18     | 19  | 総合順位 | ポイント |
| ------ | -------------------------- | ----------------- | ----------------------------------- | ------- | ------- | ------- | ------- | ------ | ------- | ------ | ------- | ------- | ------- | ------ | ------ | ------ | ------ | ------ | ------ | ------- | ------ | --- | -------- | -------- |
| 2005年 | レッドブル・レーシング     | レッドブル RB1    | コスワース TJ2005 3.0 V10           | AUS     | MAL     | BHR     | SMR     | ESP    | MON     | EUR    | CAN TD  | USA TD  | FRA     | GBR    | GER    | HUN    | TUR    | ITA    | BEL    | BRA     | JPN    | CHN | –        | –        |
| 2006年 | スクーデリア・トロ・ロッソ | トロ・ロッソ STR1 | コスワース TJ2006 3.0 V10 14 Series | BHR 13  | MAL Ret | AUS 9   | SMR 15  | EUR 11 | ESP Ret | MON 13 | GBR Ret | CAN 10  | USA Ret | FRA 10 | GER 12 | HUN 11 | TUR 13 | ITA 13 | CHN 14 | JPN 18† | BRA 11 |     | 20位     | 0        |
| 2007年 | スクーデリア・トロ・ロッソ | トロ・ロッソ STR2 | フェラーリ 056 2.4 V8               | AUS Ret | MAL 14  | BHR Ret | ESP Ret | MON 9  | CAN Ret | USA 13 | FRA Ret | GBR Ret | EUR Ret | HUN    | TUR    | ITA    | BEL    | JPN    | CHN    | BRA     |        |     | 21位     | 0        |

† リタイアしたが、レースの90%以上を完走したため完走扱い。

### A1グランプリ
| 年      | チーム | 1          | 2           | 3           | 4           | 5          | 6         | 7       | 8       | 9       | 10      | 11      | 12      | 13      | 14      | 15      | 16      | 17      | 18      | 19      | 20      | 21      | 22      | 総合順位 | ポイント |
| ------- | ------ | ---------- | ----------- | ----------- | ----------- | ---------- | --------- | ------- | ------- | ------- | ------- | ------- | ------- | ------- | ------- | ------- | ------- | ------- | ------- | ------- | ------- | ------- | ------- | -------- | -------- |
| 2005–06 | USA    | GBR SPR 11 | GBR FEA Ret | GER SPR Ret | GER FEA Ret | POR SPR 13 | POR FEA 4 | AUS SPR | AUS FEA | MYS SPR | MYS FEA | UAE SPR | UAE FEA | RSA SPR | RSA FEA | IDN SPR | IDN FEA | MEX SPR | MEX FEA | USA SPR | USA FEA | CHN SPR | CHN FEA | 16位     | 23       |

### フォーミュラE
| 年          | チーム         | 1   | 2   | 3   | 4   | 5     | 6       | 7   | 8   | 9   | 順位 | ポイント |
| ----------- | -------------- | --- | --- | --- | --- | ----- | ------- | --- | --- | --- | ---- | -------- |
| 2014年-15年 | アンドレッティ | CHN | MAL | URU | ARG | MIA 2 | LBH Ret | MON | GER | GBR | 11位 | 18       |